# Xylophanes zikani
Xylophanes zikani är en fjärilsart som beskrevs av Clark 1922. Xylophanes zikani ingår i släktet Xylophanes och familjen svärmare. Inga underarter finns listade i Catalogue of Life.